# Ni-Vanuatu
 (septembre 2015).
Si vous disposez d'ouvrages ou d'articles de référence ou si vous connaissez des sites web de qualité traitant du thème abordé ici, merci de compléter l'article en donnant les références utiles à sa vérifiabilité et en les liant à la section « Notes et références ».

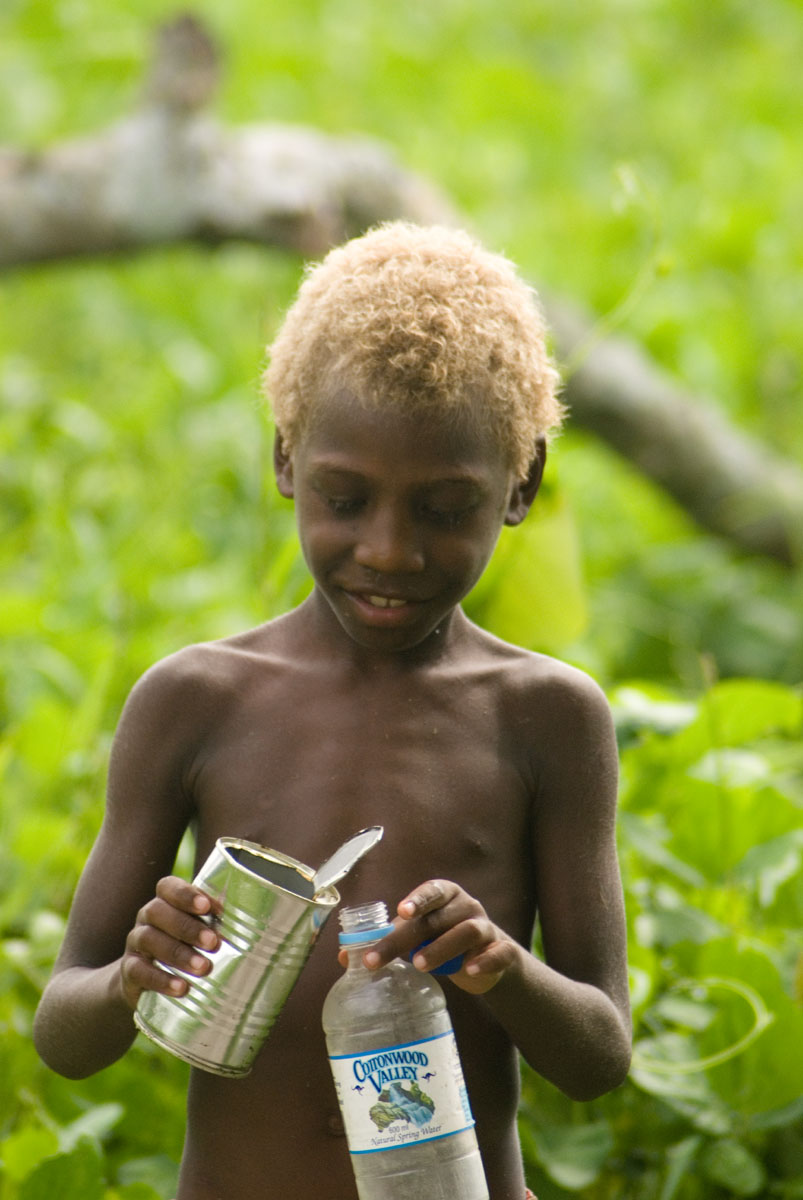
Garçon blond originaire du Vanuatu.

Ni-Vanuatu (ou communément NiVan dans sa forme abrégée) est un gentilé utilisé pour faire référence aux ethnies mélanésiennes originaires du Vanuatu. Il signifie « né Vanuatu » ou « de Vanuatu ».
Plus largement, ce terme peut être utilisé pour tous les citoyens du Vanuatu, quelle que soit leur origine, ou même comme adjectif désignant tout ce qui a un rapport avec ce pays. Ce terme est fréquemment utilisé en français et en anglais, mais plus rarement en bichelamar (créole à base lexicale anglaise parlé au Vanuatu).